# Montigny-le-Franc
 Montigny-le-Franc  es una población y comuna francesa, en la región de Picardía, departamento de Aisne, en el distrito de Laon y cantón de Marle.

## Demografía
| 310 | 238 | 203 | 206 | 210 | 192 |
| Para los censos de 1962 a 1999 la población legal corresponde a la población sin duplicidades (Fuente: INSEE [Consultar]) |     |     |     |     |     |